# Gomes Freire de Andrade
António Gomes Freire de Andrade (Jurumeña, 1685 — Río de Janeiro, 1 de enero de 1763) fue un noble, militar y administrador colonial portugués. Fue nombrado como "Conde de Bobadela" por carta real del 20 de diciembre de 1758. Fue Gobernador de la Capitanía de Río de Janeiro por 30 años entre 1733 y 1763. En ese lapso ocupó también en tres oportunidades el gobierno de la capitanía de Minas Gerais